# Sympathy
Singles de Rare Bird
What You Want to Know
(1970)
Sympathy est une chanson du groupe de rock progressif anglais Rare Bird, parue sur l'album Rare Bird de 1969. Elle est sortie le 6 février 1970 en single sur le label Charisma ou Philips en dehors du Royaume-Uni.
Premier single de Rare Bird, il devient le seul du groupe à être classé au Royaume-Uni lorsqu'il atteint la 27e place du UK Singles Chart en 1970. La chanson atteint la première place en France et la deuxième place en Italie, se vendant à 500 000 exemplaires en France et à plus d'un million dans le monde,. Elle s'est aussi classée à la 98e place en Australie, la seule apparition du groupe dans le top 100 dans ce pays.
La même année, une autre version de la chanson enregistrée par le groupe The Family Dogg atteint notamment la première place aux Pays-Bas.

## Liste des chansons
| A. | Sympathy             | 2:30 |
| B. | Devil's High Concern | 2:48 |

## Crédits
- Rare Bird – écriture
  - Steve Gould – basse, chant
  - David Kaffinetti – piano électrique
  - Graham Field – orgue Hammond
  - Mark Ashton – batterie, timpani, chœurs
- Malcolm Toft – ingénieur du son
- John Anthony – réalisateur

Crédits adaptés des notes de l'album.

## Classements
| Classement (1970)                       | Meilleure position |
| --------------------------------------- | ------------------ |
| Australie (Kent Music Report)           | 98                 |
| Belgique (Wallonie Ultratop 50 Singles) | 4                  |
| Canada (Top Singles)                    | 83                 |
| États-Unis (Bubbling Under Hot 100)     | 121                |
| États-Unis (Cash Box Top 100)           | 82                 |
| France (SNEP)                           | 1                  |
| Italie (Musica e dischi)                | 2                  |
| Pologne (FCCC)                          | 5                  |
| Royaume-Uni (UK Singles Chart)          | 27                 |

| Classement (1970)        | Position |
| ------------------------ | -------- |
| France (SNEP)            | 6        |
| Italie (Musica e dischi) | 12       |

## Reprises et adaptations
En 1970, la reprise de la chanson par le groupe anglais The Family Dogg atteint la première place aux Pays-Bas, la quatrième place en Wallonie (à égalité avec la version de Rare Bird) et la 10e place en Flandre. La même année, la chanteuse française Séverine enregistre une version en français intitulée Sympathie, sur des paroles de Georges Aber,, et la chanteuse italienne Caterina Caselli en italien intitulée L'umanità.
Plus tard la chanson est notamment reprise par :
- la chanteuse anglaise Toyah Willcox a repris la chanson en 1985 ;
- le groupe Marillion en 1992 et atteint la 17e place au Royaume-Uni, devenant ainsi leur dix-septième single dans le top 40 britannique ;
- le groupe Faithless a utilisé un échantillon de Sympathy pour leur chanson Not Enuff Love, parue sur l'album Outrospective de 2001.
- En 2018, le générique de la série Yellowstone reprend la mélodie de Sympathie avec quelques arrangements.